# Finally Made Me Happy
Finally Made Me Happy è una canzone di Macy Gray, estratta come primo singolo dal suo quarto album Big del 2007. Il brano vede la partecipazione della cantante Natalie Cole.
Il brano è stato reso disponibile per il download su iTunes il 18 marzo 2007, mentre il supporto fisico è stato pubblicato il 15 aprile nel Regno Unito.

## Il video
Il video prodotto per Finally Made Me Happy, diretto da Meiert Avis, ruota principalmente intorno alla Gray che esegue il brano insieme alla propria band, con will.i.am al pianoforte. Verso la fine del video, entra in scena anche Natalie Cole che si unisce al gruppo.
Il video assomiglia vagamente a quello di Prince del 1984 per When Doves Cry. In particolar modo l'entrata in scena della Cole da una scala a chiocciola, è simile all'entrata in scena di Prince in When Doves Cry.

## Tracce
CD single
1. Finally Made Me Happy (featuring Natalie Cole)
2. Me with You